# Ruta Estatal de California 283
La Ruta Estatal de California 283, abreviada SR 283 (en inglés: California State Route 283) es una carretera estatal estadounidense ubicada en el estado de California. La carretera inicia en el Sur desde la US 101     cerca de Scotia en sentido Norte hasta finalizar en la Río Dell. La carretera tiene una longitud de 0,6 km (0.356 mi).

## Mantenimiento
Al igual que las autopistas interestatales, y las rutas federales y el resto de carreteras estatales, la Ruta Estatal de California 283 es administrada y mantenida por el Departamento de Transporte de California por sus siglas en inglés Caltrans.